# RMS Saxonia (1900)
Pour les autres navires du même nom, voir RMS Saxonia.
Le RMS Saxonia est un paquebot transatlantique de la compagnie maritime britannique Cunard Line. De 1920 à 1925, il suivait des itinéraires dans le Nord de l'océan Atlantique et dans la mer Méditerranée. Il connut le service militaire durant la Première Guerre mondiale (1914-1918).